# Raceloma leopoldi
Raceloma leopoldi är en skalbaggsart som beskrevs av Thierry Bourgoin 1931. Raceloma leopoldi ingår i släktet Raceloma och familjen Cetoniidae. Inga underarter finns listade i Catalogue of Life.